# Krítou Maróttou
Krítou Maróttou (grec moderne : Κρήτου Μαρόττου) est un village de Chypre de plus de 85 habitants.